# Schlagwetterexplosion

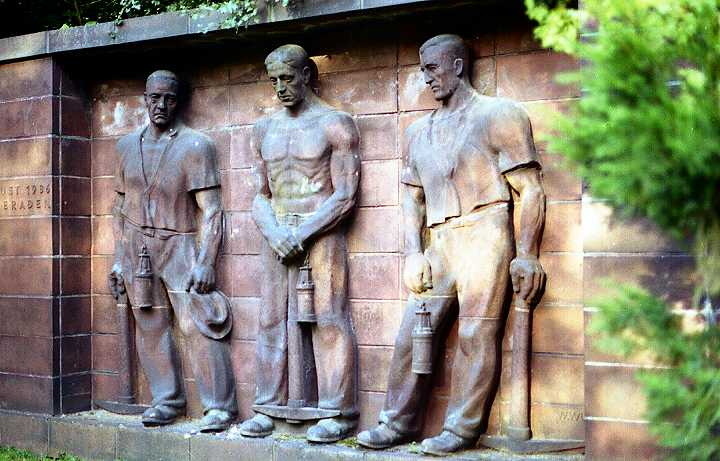
Vom Bildhauer Wilhelm Wulff geschaffenes Ehrenmal auf dem Friedhof Bochum-Hamme zum Gedenken an die Bergleute, die 1936 bei der Schlagwetterexplosion auf der 9. Sohle der Zeche Vereinigte Präsident starben

Als Schlagwetterexplosion bezeichnet man im Bergbau die Explosion von schlagenden Wettern (Mischung aus Methan und Luft). Die Schlagwetterexplosion ist dann am heftigsten, wenn das entzündete Gasgemisch zu 1/11, das entspricht 9,5 %, aus Methan besteht. Durch eine Schlagwetterexplosion kann es unter bestimmten Bedingungen als Folgereaktion zu einer Kohlenstaubexplosion kommen. Eine schwache Schlagwetterexplosion, mit einem niedrig konzentrierten Gas-Luft-Gemisch, bezeichnet der Bergmann als Schlagwetterverpuffung.

## Geschichtliches

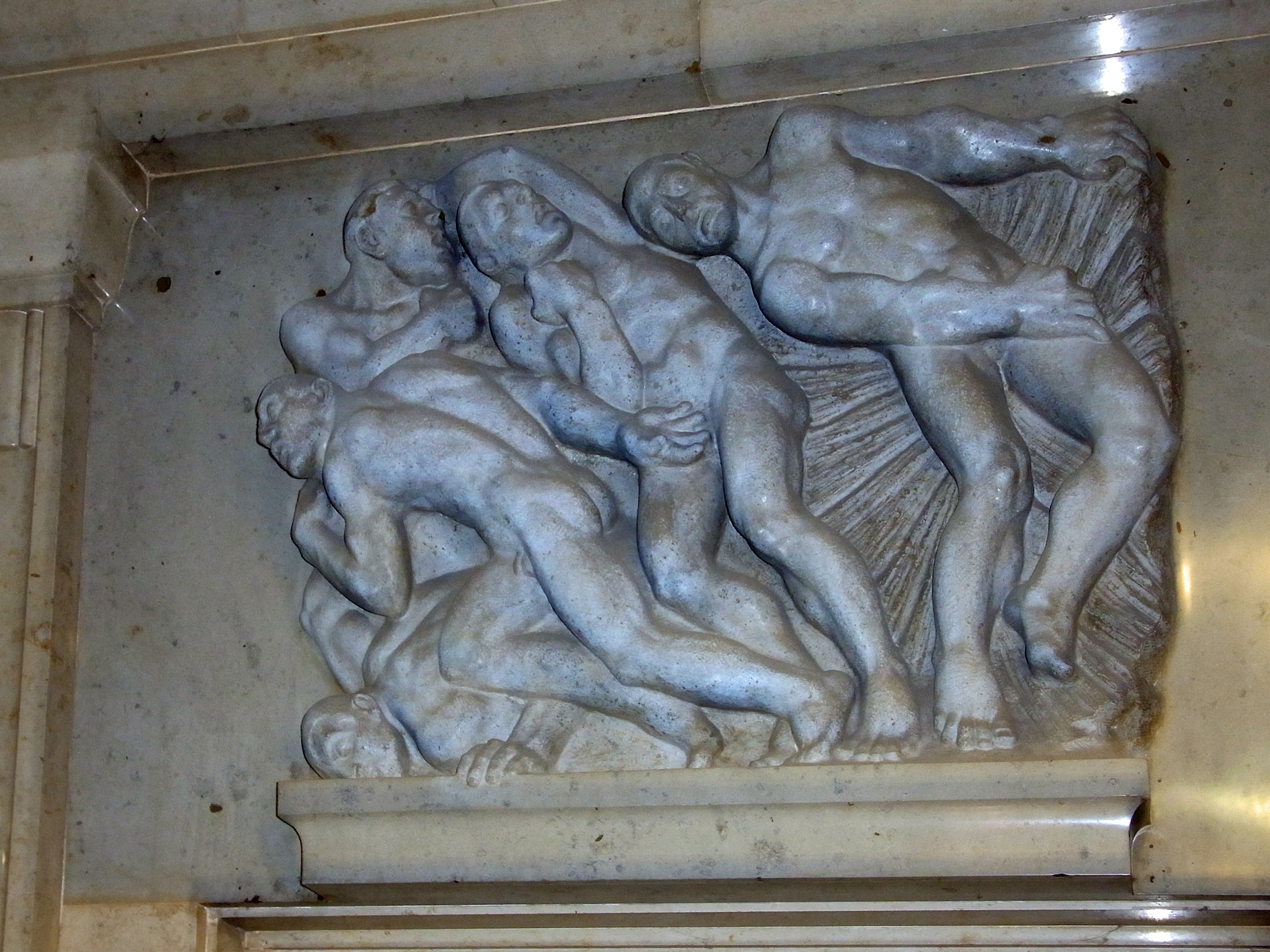
Schlagwetterexplosion auf einem Panel im Haupteingang der Verwaltung der Union, AG für Bergbau, Eisen- und Stahl-Industrie

Die ersten Schlagwetterexplosionen ereigneten sich im deutschen Steinkohlenbergbau in der zweiten Hälfte des 19. Jahrhunderts. Während anfangs, bedingt durch die geringe personelle Besetzung der Betriebspunkte, nur wenige Bergleute bei einer Schlagwetterexplosion ums Leben kamen, starben im Jahr 1868 bei einer Schlagwetterexplosion auf der Zeche Neu-Iserlohn über 100 Bergleute. Grund für die ersten Schlagwetterexplosionen war die Verwendung von offenem Geleucht. In der Zeit von 1878 bis 1894 kam es fast in jedem Jahr, aufgrund von schlagenden Wettern, zu mindestens elf Grubenunglücken mit mehreren Toten. Aufgrund der vielen Schlagwetterexplosionen wurde in den 1880er Jahren die preußische Schlagwetterkommission gegründet. Anfang des 20. Jahrhunderts kam es auf einem Bergwerk in Hamm zu einer Schlagwetterexplosion mit anschließendem Grubenbrand, hierbei wurden 349 Bergleute getötet. Die schlimmste Schlagwetterexplosion des Ruhrbergbaus ereignete sich im Jahr 1946 auf der Zeche Grimberg in Bergkamen, hierbei wurden 405 Bergleute getötet. Am 7. Februar 1962 kam es zur schwersten Schlagwetterexplosion im Saarbergbau. Auf der Grube Luisenthal bei Völklingen starben 299 Bergleute. Der Druck der Explosion war so stark, dass er im ca. 3 km entfernt liegenden ausziehenden Alsbachschacht die beiden 20 t schweren Abdeckplatten ca. 10 m in die Luft schleuderte, wobei sich eine Platte im Fördergerüst verkeilte. Im Jahr 1968 starben bei einer Schlagwetterexplosion auf der Zeche Minister Achenbach 17 Bergleute. Im Saarrevier kam es sogar noch im Jahr 1986 auf der Grube Camphausen zu einer Schlagwetterexplosion, hierbei wurden sieben Bergleute getötet.

## Beginn und Ablauf der Explosion
Gerät ein explosionsfähiges Gemisch aus Methan und Sauerstoff mit einer Zündquelle in Kontakt, kommt es zu einer Verbrennung der beiden Gase:
{\displaystyle \mathrm {CH_{4}+2\ O_{2}\longrightarrow CO_{2}+2\ H_{2}O} }
Ob dieses Gas-Luft-Gemisch jedoch explodieren kann, hängt zunächst von seiner Konzentration ab. Die Grenzen der Zündfähigkeit dieses Gemisches liegen bei einem Methangehalt zwischen 5 und 14 %. Eine weitere Voraussetzung, damit es zu einer Schlagwetterexplosion kommen kann, ist der Energiegehalt der Zündquelle. Da das Schlagwettergemisch erst verzögert zündet, muss die Zündquelle auch eine bestimmte Mindestzeit auf das Gasgemisch einwirken. Das bedeutet für den Zündvorgang, dass die Zündquelle eine Mindesttemperatur von 650 °C haben, und mindestens zehn Sekunden einwirken muss. Mit steigender Zündtemperatur sinkt die erforderliche Einwirkzeit auf unter eine Sekunde. Nachdem das Schlagwettergemisch gezündet wurde, erhöht sich die Gastemperatur auf über 2000 °C. Aufgrund der Temperaturzunahme dehnt sich das Gasgemisch stark aus. Durch die räumliche Begrenzung der Grubenbaue wird die Explosionswirkung verstärkt. Die Explosion pflanzt sich so durch das Grubengebäude fort. Ist die Explosion erst einmal eingeleitet, können auch Gasgemische mit geringeren Konzentrationen an Methan gezündet werden. Es besteht auch die Möglichkeit, dass eine Schlagwetterverpuffung eine starke Schlagwetterexplosion einleitet. Durch die Verpuffung können weitere Schlagwetter vor der Druckwelle der schwachen Explosion hergeschoben werden und an einem Streckenabzweig oder in einem Ort kann dann dieses verdichtete Gemisch von der nacheilenden Flamme der Verpuffung gezündet werden. Kurz nach der Explosion kühlen sich die Explosionsgase wieder ab und ziehen sich zusammen. Da der bei der Explosion entstandene Wasserdampf kondensiert, sinkt das Volumen der verbleibenden Gase unter das Volumen der Gase vor der Explosion.

## Mögliche Zündquellen
Als Zündquelle dienen offene Flammen, wie sie bei Grubenbränden oder offenem Licht vorkommen. Im 19. Jahrhundert wurden für die Bewetterung Wetteröfen in den Abwetterschächten verwendet. Noch im Jahr 1883 wurden 41 solcher Öfen, die eine mögliche Zündquelle darstellten, im Ruhrbergbau eingesetzt. Eine häufige Zündquelle und somit Ursache von Schlagwetterexplosionen waren auch die bis ins 20. Jahrhundert verwendeten Wetterlampen. Diese wurden oftmals unbefugt geöffnet und führten dann zur Zündung der Schlagwetter. Neben den offenen Flammen können auch energiereiche Funken, die durch Schlagen von Stahl auf Stein entstehen, eine mögliche Zündquelle sein. Auch die beim Zusammenbrechen harter Gesteinsschichten entstehenden Funken können als Zündquelle fungieren. Wenn mit Bauteilen aus Aluminium oder anderen Leichtmetallen auf rostige Eisenteile geschlagen wird, entstehen dabei Funken mit großer Zündfähigkeit. Diese als Thermitreaktion bezeichnete Reaktion entsteht auch, wenn auf den Aluminiumteilen Flugrost liegt und darauf z. B. mit einem Hammer geschlagen wird. Eine weitere Zündquelle kann die untertägige Sprengarbeit sein. Verbrennungsmotoren, die unter Tage betrieben werden, können als mögliche Zündquellen fungieren. Letztlich können aber auch elektrische Schaltgeräte oder beschädigte Elektrokabel zündfähige Funken entwickeln.

## Auswirkung der Schlagwetterexplosion
Die Auswirkungen der Schlagwetterexplosion sind sehr unterschiedlich. In den meisten Fällen hat die Explosion eine stark zerstörende Wirkung. Menschen, die sich im Wirkungsbereich der Explosion befinden, werden schwer verletzt oder getötet. Bei manchen Schlagwetterexplosionen ist die Wirkung nur gering. Selbst bei größeren Explosionen können die Auswirkungen an bestimmten Punkten nur schwach sein. Je nachdem wie stark ein Grubenbau von der Explosion betroffen ist, kann es vorkommen, dass kaum Beschädigungen entstehen. Bei besonders intensiven Explosionen entstehen Drücke von über 100 bar. Bei solch heftigen Explosionen kommt es vor, dass Förderwagen verformt und durch die Luft geworfen werden. Sekundenbruchteile nach der Explosion kühlen die Explosionsgase wieder ab. Die Abkühlung führt zu einer Kontraktion der Explosionsgase und somit zu einem Unterdruck und einem Rückschlag in Richtung der Explosionsquelle. Aufgrund des Unterdrucks strömen nicht atembare Restgase, insbesondere Stickstoff und Kohlenstoffdioxid in den jeweils betroffenen Grubenbau. Außerdem kann bei höherer Temperatur Methan das Kohlenstoffdioxid zu giftigem Kohlenstoffmonoxid reduzieren:
{\displaystyle \mathrm {CH_{4}+3\ CO_{2}\longrightarrow 4\ CO+2\ H_{2}O} }
Die Wirkung der Explosion der so konzentrierten Grubengase, bei der zunächst ein Druckstoß in die eine und dann ein Rückschlag in die andere Richtung erfolgt, hat den Gasen ihren Namen „Schlagwetter“ gegeben.

## Vermeidung und Verminderung der Auswirkungen
Um die Gefahren einer Schlagwetterexplosion zu vermindern, gibt es verschiedene Möglichkeiten. Zunächst einmal werden die Konzentrationen an Methan in den Wettern durch geeignete Maßnahmen, wie Verdünnung der Gase durch verstärkte Bewetterung, verringert. Die Konzentrationen an Methan werden durch geeignete Wettermessgeräte überwacht. Eine weitere Möglichkeit ist das Absaugen des Methans aus den Flözen. Eine weitere Möglichkeit besteht in der Vermeidung von Zündquellen. So wurden z. B. Anfang des 20. Jahrhunderts im Ruhrbergbau der Betrieb des offenen Geleuchts Untertage verboten. Elektrische Anlagen werden im Steinkohlenbergbau Untertage nur in Schlagwetter- und explosionsgeschützter Ausführung betrieben. Bei Sprengarbeiten werden sogenannte Sicherheitssprengstoffe verwendet. Maschinen werden auf Heißlaufen überwacht und Schneidwerkzeuge werden mittels Bedüsung gekühlt. Sollte es dennoch zu einer Schlagwetterexplosion kommen, werden durch geeignete Maßnahmen wie Gesteinstaubsperren oder Wassertrogsperren die Auswirkungen vermindert.